# Christoph Scholder
Christoph Scholder (* 1967 in Tübingen) ist ein deutscher Schriftsteller und Hochschullehrer sowie Autor des 2010 erschienenen Bestsellerromans Oktoberfest.

## Leben und Wirken
Christoph Scholder wurde als Sohn des Professors für evangelische Kirchengeschichte Klaus Scholder geboren. Er ging auf das Tübinger Uhlandgymnasium und lernte dort Latein und Griechisch. Im Anschluss daran absolvierte er erfolgreich eine Lehre als Bankkaufmann.
Nach dem Studium der Soziologie, Philosophie und Psychologie lehrte er als Diplom-Soziologe an den Universitäten München und Mainz. Seine ersten Veröffentlichungen präsentierte er bei den Internationalen Kurzfilmtagen Oberhausen. Er lebt in München.

## Oktoberfest

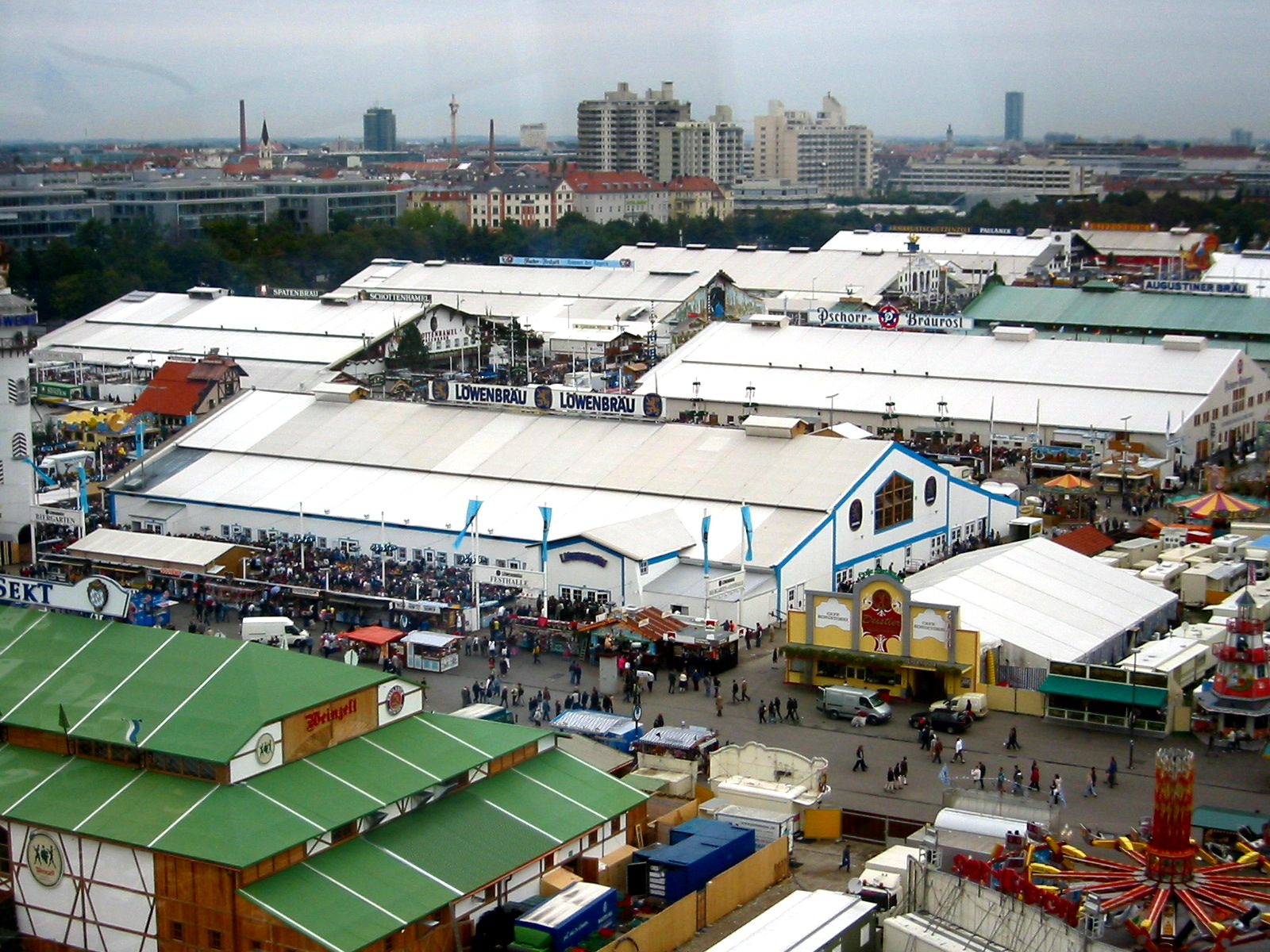
Festzelte auf dem Oktoberfest

Der Bestseller Oktoberfest war Scholders erster Thriller. Er schildert darin die Geschichte einer Gruppe von russischen Elite-Soldaten, die nach dem Ende des Kalten Krieges in einem chaotisch gelenkten Russland ein Eigenleben entwickelt. Statt in den unendlichen Weiten der ehemaligen Sowjetunion für den Ernstfall zu trainieren, gibt deren Kommandeur seinen Männern den Befehl, in einem Bierzelt auf dem Münchner Oktoberfest ein Betäubungsgas freizusetzen. Und das ist erst der Anfang: Schlag auf Schlag geht es weiter, die Oktoberfestbesucher werden zu Geiseln. Am Ende hat die Truppe 70.000 Menschen als Geiseln in ihrer Gewalt.

## Rezension vonOktoberfest
In dem Buch geht es um die Frage, wie sicher unser Leben zu Beginn des 21. Jahrhunderts ist. Die alten Machtgefüge zwischen den großen Militärblöcken sind zerfallen und die Bundeswehr engagiert sich inzwischen fast wie selbstverständlich mit militärischen Einsätzen im Ausland. Es kommt die Frage auf, was aus dem einstigen großen Gegner, der Sowjetunion, geworden ist.
Die Münchener Abendzeitung titelte „Autor schürt Angst vor Anschlägen“ und machte sich zum Sprachrohr für den Zorn der Wiesnwirte und der Kommunalpolitiker vor Ort. Das Romandebüt erzürnte kommunale Verwaltung und Wiesnwirte, weil es eine Massengeiselnahme russischer Terroristen durchspielt: „So wos duat ma net“, meinte der Wiesnwirt und Sprecher aller Wiesnwirte, Toni Roiderer vom Hacker-Festzelt, im Radio über das Buch. Er hoffte, dass es niemand kaufe und dem Autor nur „vaschenga und wegschmeißn“ übrig bleibe.
Dabei hat der Autor einen realen politischen Hintergrund bewusst vermieden. Das Szenario, das in dem Roman erzählt wird, kann so aller Wahrscheinlichkeit nach in Wirklichkeit nicht stattfinden. Trotzdem bergen Massenveranstaltungen immer ein Risiko.